# Booya
Booya fue una goleta de tres mástiles con casco de acer oy motor auxiliar de petróleo construida en los Países Bajos en 1917 y originalmente llamada De Lauwers. La goleta fue rebautizada como Argosy Lemal en 1920 y llevó ese nombre hasta 1949. Como Argosy Lemal, el barco sirvió como uno de los primeros barcos de comunicaciones del Ejército de los Estados Unidos entre 1942 y 1949. En 1949, al volver al uso civil, el buque pasó a llamarse Ametco, Clair Crouch y finalmente Booya en 1964. El Booya fue visto por última vez anclado frente al muelle de Fort Hill en el puerto de Darwin alrededor de las 8:00 p.m. del 24 de diciembre de 1974, la noche en que el ciclón Tracy golpeó Darwin. Casi veintinueve años después, en octubre de 2003, fue descubierto por casualidad en el puerto de Darwin, tumbado sobre su costado de estribor en unos 20 metros de agua.

## Hundimiento
En la tarde del 24 de diciembre de 1974, el Booya estaba amarrado cerca del muelle de Fort Hill con cuatro tripulantes y un invitado a bordo. Cuando el ciclón Tracy se aproximaba a Darwin, se le ordenó a ella (y a todos los demás barcos) que abandonaran los muelles y se les dio instrucciones de encontrar un fondeadero seguro. Booya fue visto por última vez alrededor de las 8:00 p. m. saliendo del muelle de Fort Hill. En el momento de su pérdida, medía 35,8 metros de largo y tenía un tonelaje de registro bruto de 262 toneladas. Durante los siguientes 29 años permaneció desaparecida, presuntamente hundida con la pérdida de todas las vidas en los enormes mares azotados por los vientos de 300 km/h del ciclón Tracy.

## Pecio
El 22 de octubre de 2003, los buzos descubrieron el pecio por casualidad en el puerto de Darwin, sobre su costado de estribor a unos 20 metros de agua, a cinco millas náuticas (9 km) de la costa. Su ubicación exacta fue dada como 12°23.381′S 130°46.281′E . El descubrimiento y la posterior identificación del Booya condujeron a una investigación forense. El Gobierno del Territorio del Norte firmó un instrumento que declaraba nuevamente el sitio del naufragio sujeto a una Orden de Conservación Provisional, bajo la Ley de Conservación del Patrimonio que garantiza una zona de exclusión sobre el naufragio. En 2005, Booya y el área circundante fueron declarados "sitio patrimonial". A pesar de una búsqueda exhaustiva del Booya por parte de buzos de la policía , no se encontraron restos humanos; sin embargo, se recuperaron algunos efectos personales, que pudieron ser identificados por los familiares de las personas fallecidas . [23] El tribunal forense concluyó que el buque se hundió debido a los fuertes vientos y al mar embravecido creados por el ciclón Tracy y que la tripulación falleció en el mar a última hora del 24 o a primera hora del 25 de diciembre de 1974.